# Grigore Strătilescu
Grigore Stratilescu (n. 1865 – d. 1947) a fost un inginer constructor român. A fost profesor la Școala politehnică din București. Este autorul mai multor studii privind construcția căilor ferate, navele serviciului maritim român etc., printre care se remarcă proiectele instalațiilor mecanice și electrice ale atelierelor CFR din București și ale celor din Iași.